# Bahnhof Paris-Est
Der Bahnhof Paris-Est – Gare de l’Est („Ostbahnhof“) – ist einer der sechs großen Pariser Kopfbahnhöfe. Er befindet sich im 10. Arrondissement, unweit des Gare du Nord (deutsch Nordbahnhof). Mit 34 Millionen Passagieren pro Jahr (93.000 pro Tag) ist er der fünftgrößte Pariser Bahnhof.

## Geschichte

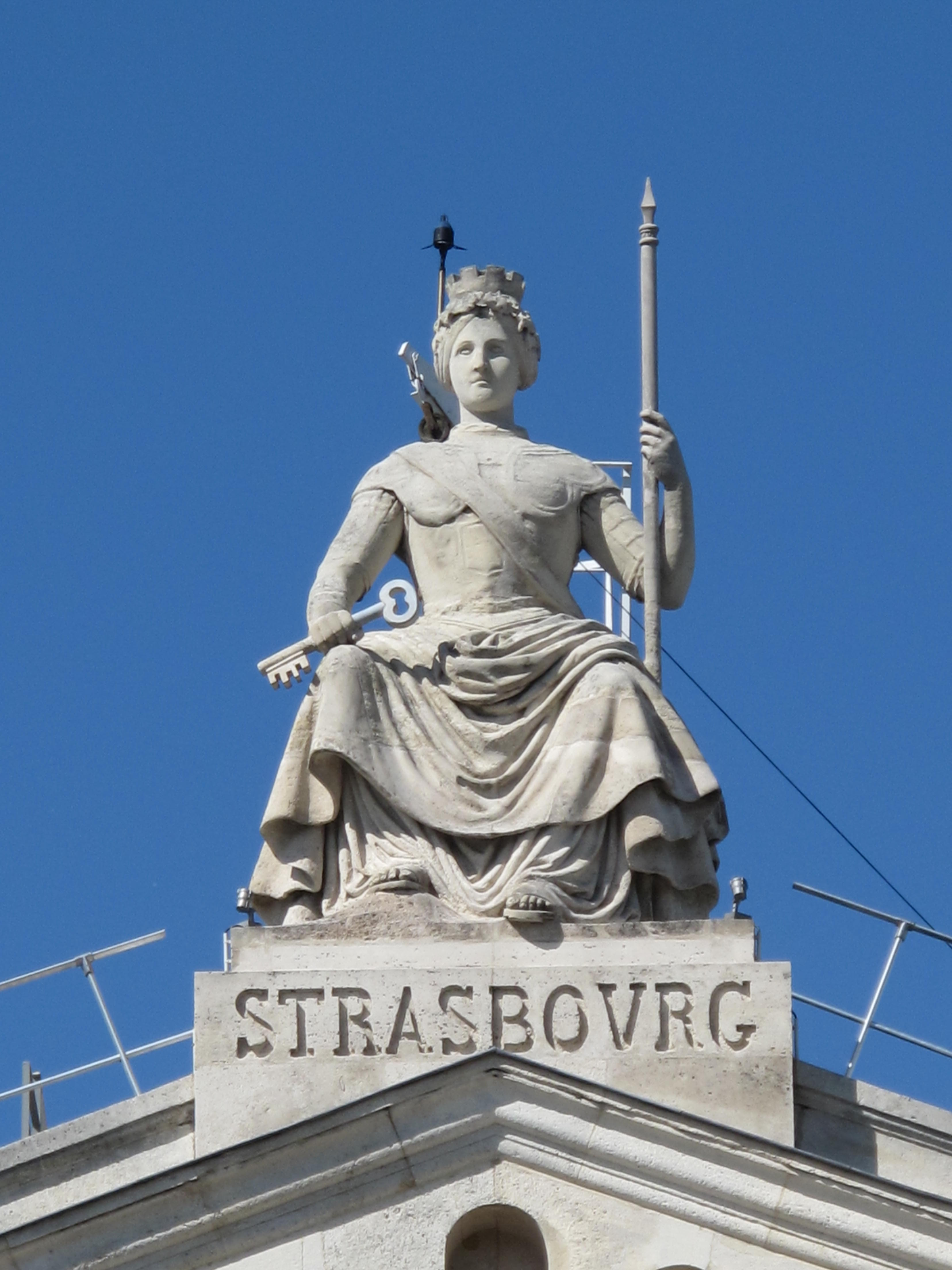
Giebelfigur auf dem Gare de l’Est, 2009

Die Gare de l’Est wurde 1849 durch die Compagnie du chemin de fer de Paris à Strasbourg unter dem Namen Embarcardère de Strasbourg (ein von der noch jungen Eisenbahn aus der Seefahrt entlehnter Begriff, der eigentlich Einschiffung, Bootsanlegestelle bedeutet, also sinngemäß Abfahrtstelle nach Straßburg) eröffnet. Nach der ersten einer Reihe von Vergrößerungen, welche durch die Eröffnung einer neuen Linie nach Mülhausen im Oberelsass durch die in Compagnie de l’Est (EST) umbenannte Betreibergesellschaft notwendig geworden war, erhielt der Bahnhof 1854 seinen heutigen Namen.
Am 4. Oktober 1883 war die Gare de l’Est Schauplatz der Abfahrt des ersten Orient-Express mit dem Ziel Konstantinopel.
In den Jahren 1885 und 1900 erfuhr die Gare de l’Est bedeutende Umbauarbeiten. Im Zustand von 1900 verfügte der Bahnhof über 16 Bahnsteiggleise. Außerhalb der Bahnsteiganlagen waren je zwei Ankunfts-, Abfahrt- und Verkehrsgleise angeordnet. Der Empfangsbau unterteilte sich in einen Flügel für den ankommenden und einen für den abgehenden Verkehr. Die Gepäckabfertigung befand sich in einem östlichen Anbau.
Im Ersten Weltkrieg begann für viele Soldaten ihre Fahrt an die Front an der Gare de l’Est. Daran erinnern seit 1926 das von dem amerikanischen Maler Albert Herter geschaffene Monumentalgemälde Le Départ des poilus, août 1914 (dt. Die Abfahrt der Frontsoldaten, August 1914; frz. poilus war der Spitzname für französischen Frontsoldaten im Ersten Weltkrieg) in der Abfahrtshalle und seit 1929 der Name der nahegelegenen Avenue de Verdun sowie der Name der Metrostation Gare de l’Est – Verdun.

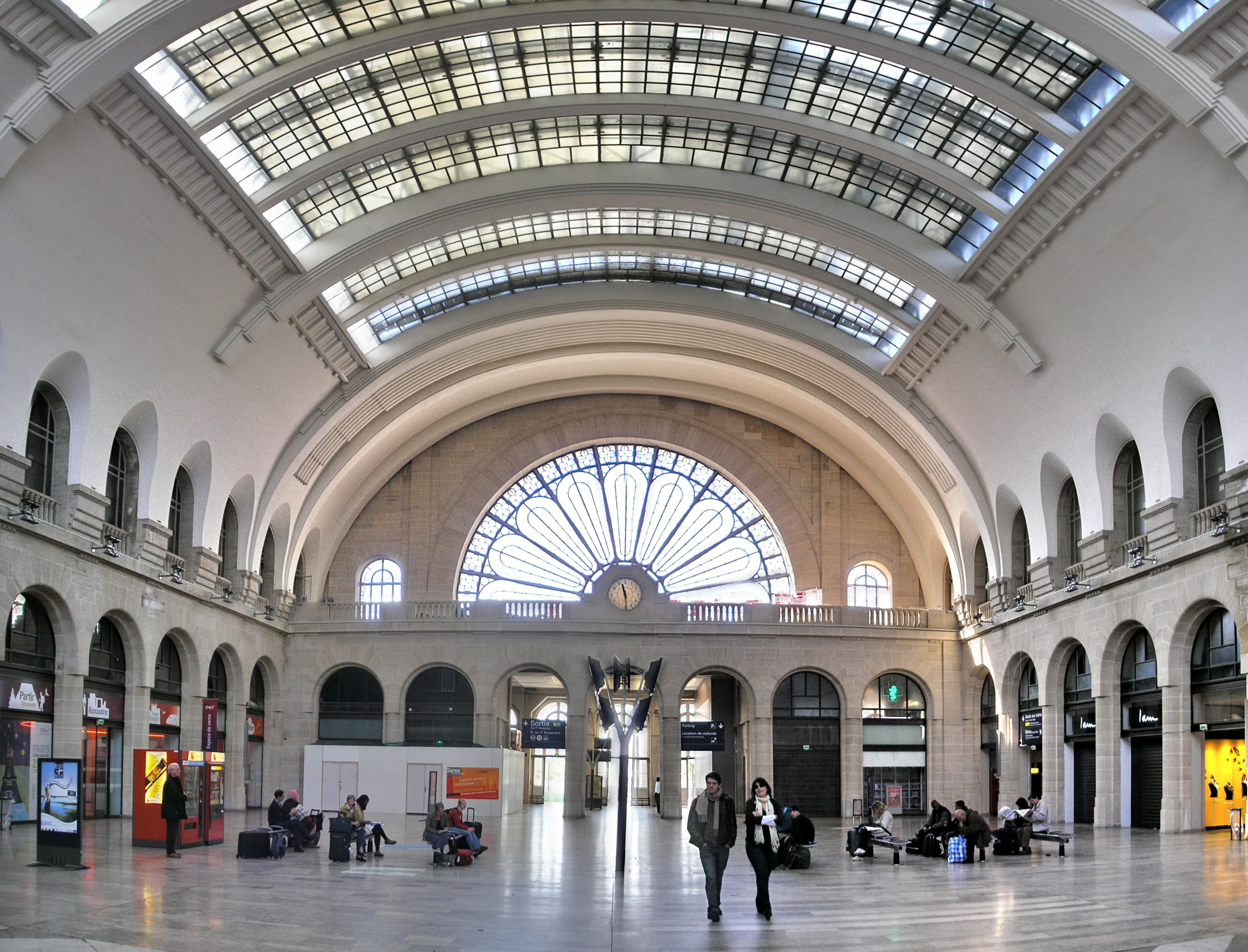
Empfangshalle, 2007

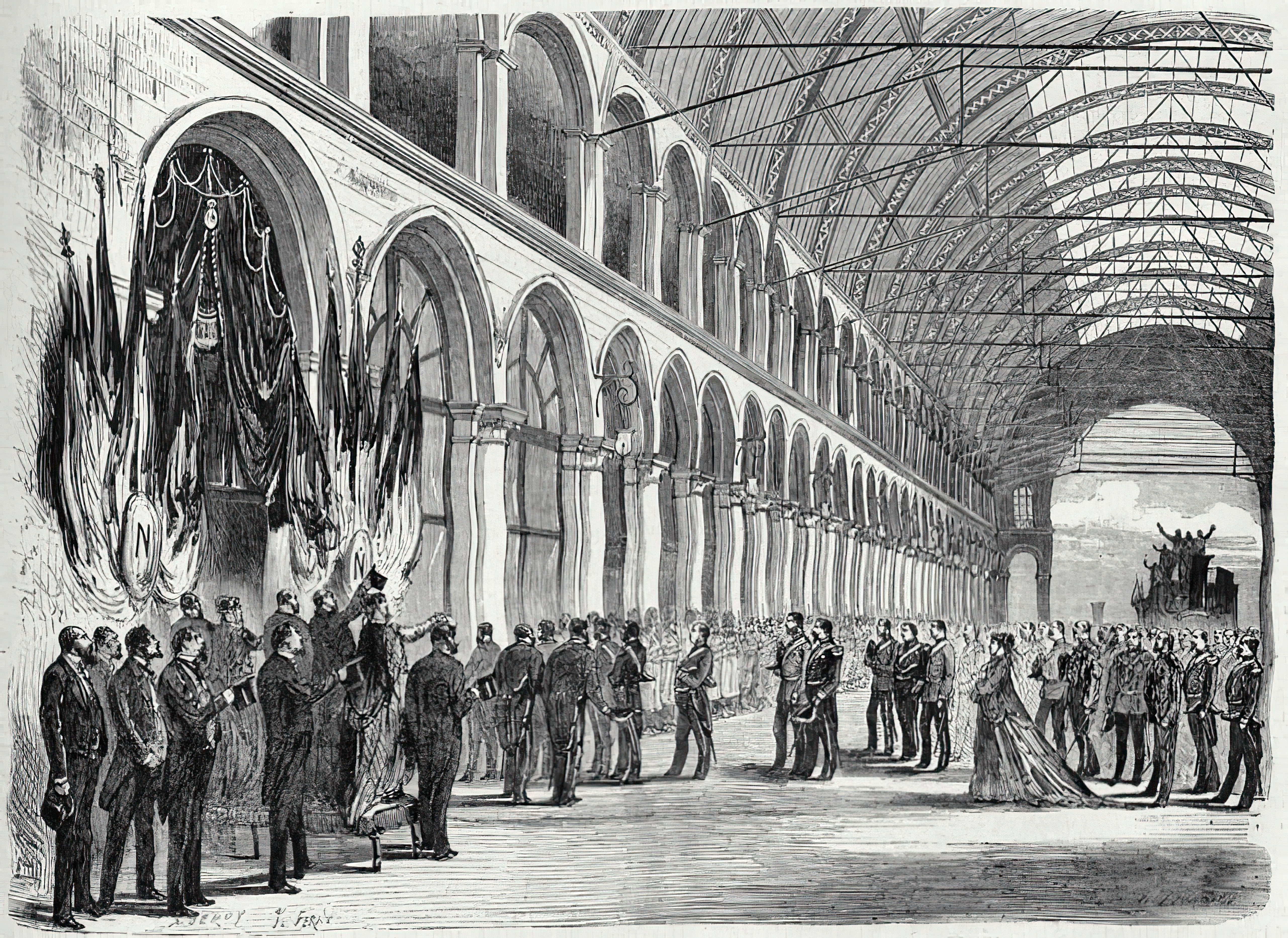
Empfang Kaiser Franz Joseph I. von Österreich auf dem Gare de l’Est durch Kaiser Napoleon III., 1867

Der nach dem Ersten Weltkrieg stark zugenommene Vorortverkehr führte 1930 zu einem erneuten Umbau des Bahnhofs. Infolge von Siedlungstätigkeiten in der Pariser Banlieue musste die EST weitere Vorortzüge einlegen. Zwischen 17 Uhr und 20 Uhr verzeichnete der Bahnhof stündlich je 25 Zugfahrten, im Vorortverkehr reisten in dieser Zeit bereits 24.000 Personen. Der Fernverkehr verzeichnete ebenfalls starke Zuwächse und stieg von zwölf Millionen Reisenden im Jahr 1910 auf rund 26 Millionen Reisende im Jahr 1926 an. Die Zugzahl hatte sich im Zeitraum von 1903 bis 1927 von 295 auf 472 nahezu verdoppelt. Die Hauptverwaltung der EST beschloss daher eine umfassende Erweiterung der Bahnanlagen. Die Anzahl der Bahnsteiggleise sollte von 16 auf 31 angehoben werden, bei gleichzeitiger Verlängerung der vorhandenen Bahnsteige von 275 Meter auf 300 Meter Länge. Durch Anlage von drei zusätzlichen Gleisen sollten bei drei zusätzlichen Verkehrsgleisen je drei Züge ankommen beziehungsweise abfahren können. Die Gepäckabfertigung sollte vergrößert werden, eine neue Fassade von rund 200 Meter Länge war zu errichten. Zu guter Letzt sollte auch die Umsteigesituation zur gleichnamigen Métrostation verbessert werden. Der neue Gleisplan sah die Gleise 1–10 für abfahrende Fernzüge vor, Gleis 11–23 war für ankommende und abfahrende Vorortzüge vorgesehen und Gleis 24–31 für ankommende Fernzüge.
Im Vorfeld der Arbeiten musste der Ortsgüterbahnhof stillgelegt und außerhalb der Stadtgrenzen neu errichtet werden. Die Gesellschaft musste zudem mehrere Grundstücke für die Verlegung der Rue de Faubourg-Saint-Martin aufkaufen und zwei Wohngebäude für die umzuziehenden Anwohner errichten. Um weiteren Platz für die Bahnsteige zu gewinnen, wurde das neue Empfangsgebäude mehrgeschossig errichtet und auf seitliche Anbauten verzichtet. Der Bau ist dreigeteilt mit zwei Empfangshallen nebst den zugehörigen Einrichtungen wie Fahrkartenschalter für den Fern- und Nahverkehr. Beide Hallen sind über einen Mittelgang miteinander verbunden, an die sich im Mittelbau eine geräumige Gepäckhalle anschließt. Nördlich der Hallen schloss sich der etwa 25 Meter breite Querbahnsteig an, der wie die abgehenden Mittelbahnsteige in Straßenhöhe liegt. Neben dem Haupteingang an der Rue de Strasbourg wurden zwei Nebeneingänge zur Rue d’Alsace und der Rue de Faubourg Saint-Martin geschaffen. Zwischen Querbahnsteig und Gepäckhalle führten zwei Treppenabgänge zum Verteilergeschoss der Métrostation und eine weitere Haupthalle. Ein Personentunnel verband die Halle mit der südlichen Straßenseite der Rue de Strasbourg und einer dazwischen liegenden Verkehrsinsel. Das zweite Untergeschoss wurde für den Gepäckverkehr hergerichtet. Über einen Längs- und einen Quergang konnten alle Bahnsteige von der Gepäckhalle erreicht werden. Zwei Personenaufzüge und drei Treppen verbanden den Querbahnsteig mit der Gepäckausgabestelle. Die Obergeschosse wurden für Diensträume genutzt. Durch die Anlage der Gepäcktunnel konnte auf separate Gepäckbahnsteige zwischen den Gleisen verzichtet werden. Das Umbauvorhaben wurde 1931 abgeschlossen, die Kosten beliefen sich auf rund 300 Millionen Francs.
Am 24. Januar 2023 wurde ein Kabelschacht in Vaires-sur-Marne aufgebrochen und die Kabel in Brand gesetzt. In der Folge musste der Verkehr von und zum Gare de l'Est für etwa 36 Stunden komplett eingestellt werden.

## Verkehr

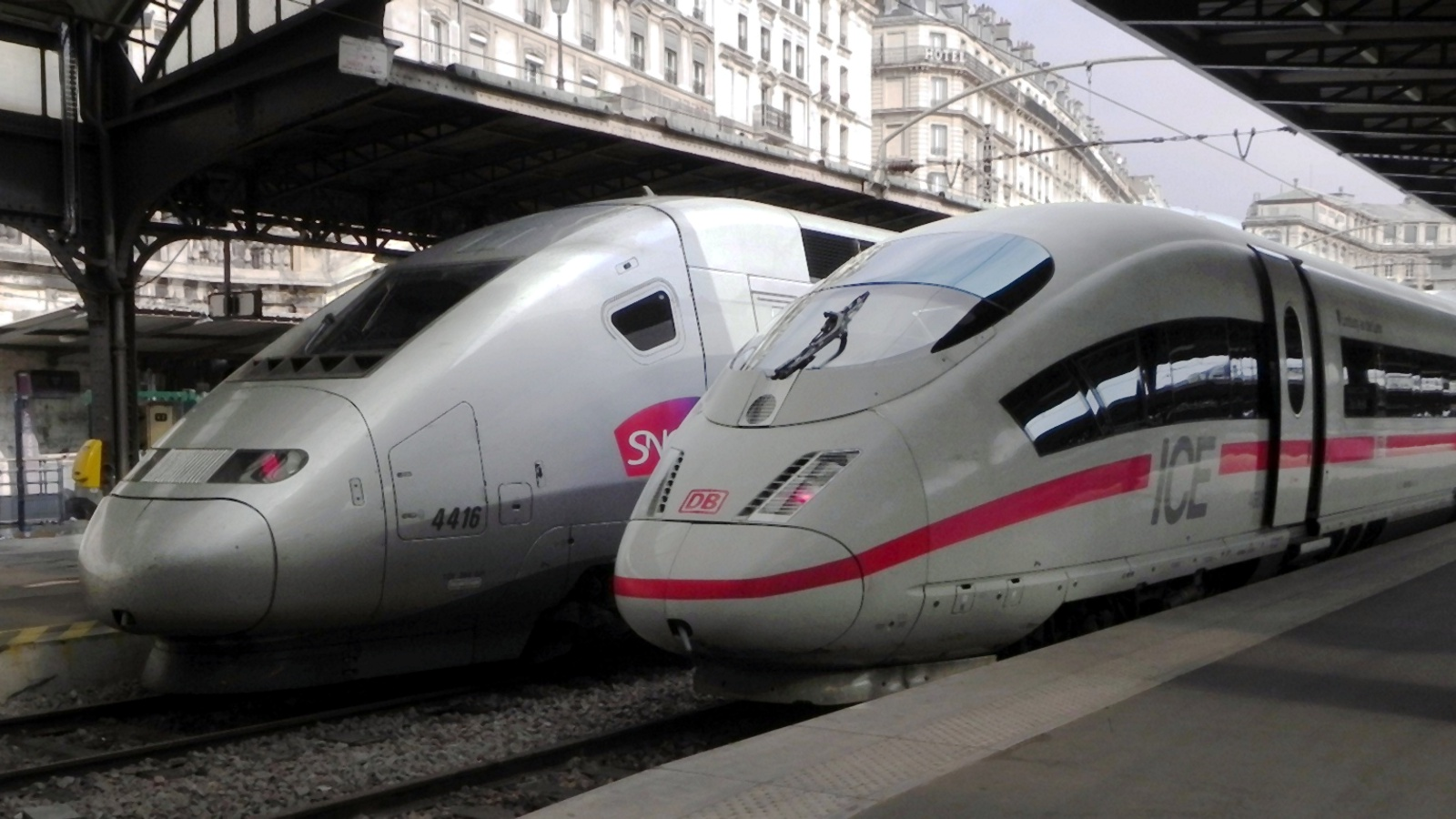
TGV und ICE in Paris Gare de l’Est, 2010

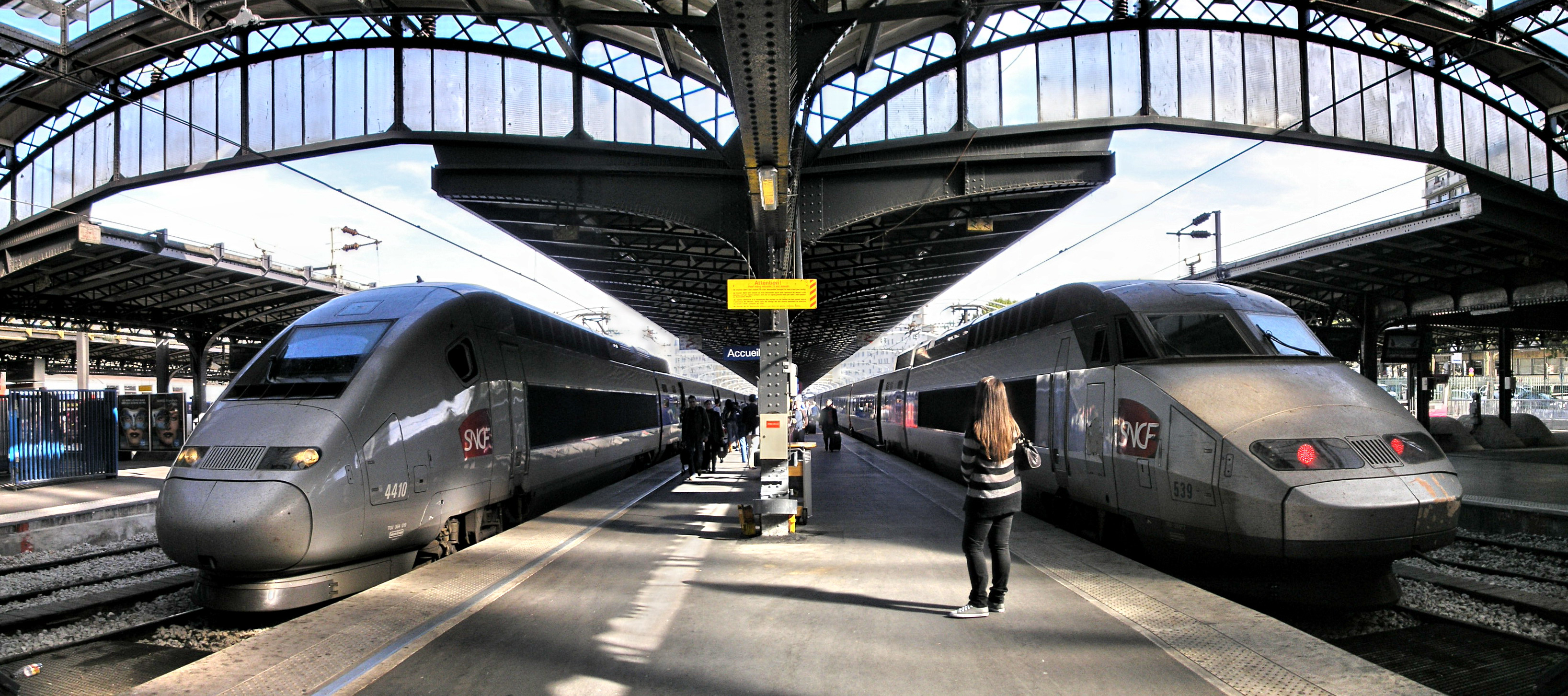
TGV POS im Gare de l’Est, 2007

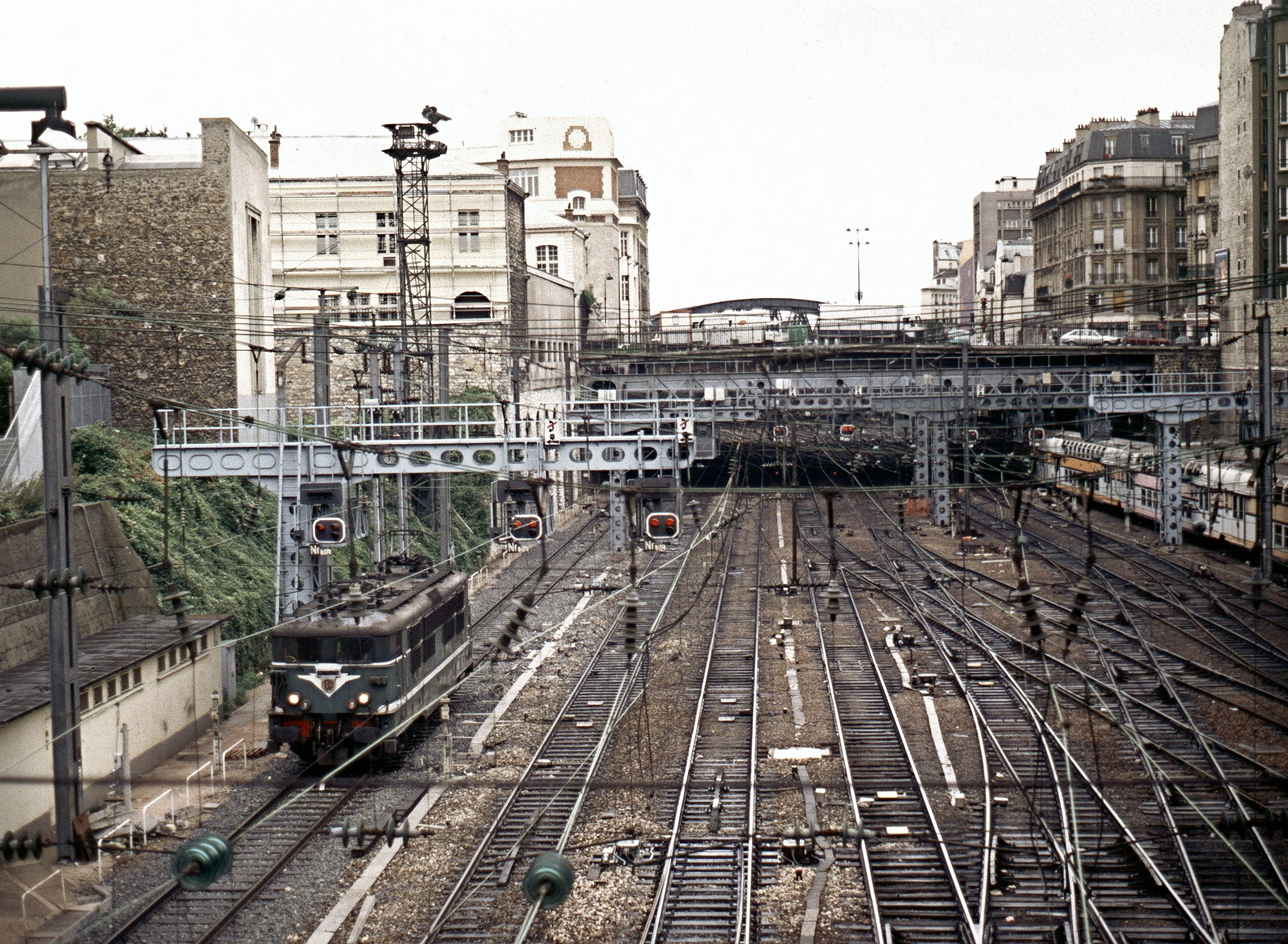
Gleisvorfeld, 1994

Die Gare de l’Est wird sowohl von internationalen als auch innerfranzösischen Fernverkehrszügen bedient. Des Weiteren wird der Bahnhof von Zügen des Nahverkehrs angefahren. Innerhalb des Bahnhofs befindet sich auch der Zugang zur gleichnamigen Station Gare de l’Est der Pariser Métro.

### Internationaler Fernverkehr
Im Hochgeschwindigkeitsverkehr mit TGV und ICE werden Ziele in Luxemburg und Deutschland angefahren. Diese Züge benutzen die im Juni 2007 in Betrieb genommene Schnellfahrstrecke LGV Est européenne. Zielbahnhöfe in Deutschland sind Karlsruhe, Stuttgart, Ulm, Augsburg und München sowie Saarbrücken, Kaiserslautern, Mannheim und Frankfurt am Main. Seit dem 9. Dezember 2018 wird auch eine tägliche Verbindung nach Freiburg über Offenburg angeboten.
Die Gare de l’Est war Startpunkt des Nachtzugs EN 452/453 nach Moskau, welcher von der russischen Staatsbahn RŽD betrieben wurde. Seit Dezember 2021 wird von den ÖBB-Personenverkehr dreimal pro Woche ein Nightjet von/nach Wien Hauptbahnhof betrieben.
Zum Fahrplanwechsel am 16. Dezember 2024 wurde ein tägliches ICE-Zugpaar zwischen Paris-Est und Berlin Hauptbahnhof eingeführt.
Mehrmals im Jahr hält im Bahnhof der Luxuszug Venice-Simplon-Orient-Express.

### Nationaler Fernverkehr
Es werden mit dem TGV viele Ziele in den östlichen Départements Frankreichs (Region Grand Est) erschlossen. Zu den wichtigsten gehören die Bahnhöfe Strasbourg, Metz, Nancy und Reims.
Züge der Gattung Intercités verkehren unter anderem nach Dijon und Belfort.

### Nahverkehr
Der Bahnhof ist der westliche Endpunkt des Regionalzugnetzes TER Champagne-Ardenne.

### U-Bahn
Am Bahnhof Gare de l’Est der Métro halten die Linien 4, 5 und 7, welche von der RATP betrieben werden.

### Ehemalige Verbindungen
Bis 2011 verkehrten Züge in die Schweiz von der Gare de l’Est. Mit Inbetriebnahme der Schnellfahrstrecke LGV Rhin-Rhône im Dezember 2011 haben diese Züge ihren Laufweg geändert und verkehren seitdem ab der Gare de Lyon.
Die Ende 2014 eingestellten Nachtzüge der DB AutoZug / DB Fernverkehr nach Berlin und München fuhren als City Night Line ebenfalls von der Gare de l’Est ab.